# Aloe edentata
Aloe edentata é uma espécie de liliopsida do gênero Aloe, pertencente à família Asphodelaceae.